# Tweede Slag bij Bedriacum
De Tweede Slag bij Bedriacum was een gevecht tussen de troepenmachten van Vespasianus en keizer Vitellius die plaatsvond op 24 en 25 oktober 69. De Romeinse plaats Bedriacum is nu het Lombardische plaatsje Calvatone.
Vespasianus, gouverneur van Judea, en Licinius Mucianus, de gouverneur van Syria, besloten midden 69 in opstand te komen tegen keizer Vitellius. Ze trokken met hun legioenen naar Rome. Ondertussen hadden de legioenen van Raetia en Moesia zich onder het bevel van Marcus Antonius Primus bij de opstandelingen aangesloten en Vespasianus als keizer erkend. Omdat deze noordoostelijke legioenen zich dichter bij Italië bevonden, bereikten zij de tegemoetkomende legers van Vitellius het eerst.
Aulus Caecina Alienus, de bevelhebber van Vitellius' legioenen, wilde overlopen naar Vespasianus maar werd door zijn manschappen gevangengezet. De legioenen van de keizer, die nu zonder bevelhebber zaten, trokken naar Cremona. Antonius Primus was intussen in Bedriacum gearriveerd en viel met zijn cavalerie de keizerlijke troepen aan, die zich daarop terugtrokken in hun kampement buiten Cremona.
Antonius Primus liet zijn leger naar Cremona oprukken, waar ze op het leger van Vitellius stootten. Het werd nacht, maar de slag duurde voort. Tegen de ochtend waren de keizerlijke legioenen overwonnen. Daarna liet Antonius Primus de stad Cremona aanvallen. Nadat de stad zich had overgeven, werd ze door de overwinnaars in brand gestoken. De legioenen van Vespasianus marcheerden naar Rome, waar Vitellius gevangen werd genomen. Hij werd lange tijd gemarteld en uiteindelijk vermoord, samen met zijn broer en zoon.